# 斉藤利忠
斉藤 利忠（さいとう としただ、1901年 <明治34年> 4月17日 - 1981年 <昭和56年> 12月29日）は、日本の経営者、銀行家。安田倉庫、安田信託銀行各社長を務めた。群馬県出身。位階は従四位。

## 経歴
1925年に東京帝国大学経済学部を卒業し、同年4月に安田銀行に入行。1945年1月に安田保善社に転じ、1946年8月に安田倉庫専務に就任し、1948年には社長に昇格。1951年11月には安田信託銀行副社長に就任し、1957年6月には社長に昇格し、1963年5月から1970年5月までに会長を務めた
1966年4月に藍綬褒章を受章し、1971年11月に勲三等旭日中綬章を受章。
1981年12月29日に肺炎のために死去。80歳没。死没日付をもって従四位に叙された。